# 彭琳
彭琳（1963年6月—），重庆人，汉族，中华人民共和国政治人物、第十二届全国人民代表大会四川地区代表。

## 简历
彭琳毕业于重庆大学机械制造及自动化专业。毕业后，他曾于2001年至2002年出任四川省新津县委副书记、县长:547,592。2003年，转任成都市计委主任，成都市计委改制为发改委后，他成为首任市发改委主任。2008年，彭琳转任四川省人民政府副秘书长，并兼任同省铁路建设办公室主任，直到2011年去职。2011年8月，外放地方，出任中共自贡市委副书记、自贡市人民政府市长。2013年1月，彭琳回到成都，出任四川省交通运输厅厅长，同年，他当选为全国人大代表，代表四川省选区，任期5年。2016年2月，任中共乐山市委书记。
2021年2月，当选为四川省人大常委会副主任，同年4月，他不再兼任乐山市委书记。